# Domenico e Gregorio
Domenico (... – XIV secolo) e 
Gregorio (... – XIV secolo) sono stati due sacerdoti spagnoli dell'Ordine dei frati predicatori. 
Il loro culto come beati fu confermato da papa Pio IX nel 1854.

## Biografia
Secondo un racconto del cappuccino Jaime de Corella pubblicato nel 1688, erano frati domenicani del convento di Besiáns e nella prima metà del Trecento attraversarono l'Aragona predicando e invitando i fedeli alla penitenza. Mentre si recavano a Perarrúa, furono sorpresi da una tempesta e si rifugiarono sotto una rupe, ma furono travolti da una frana, rimanendo uccisi.
I loro corpi furono sepolti in due arche ai lati dell'altare di San Domenico nella chiesa conventuale di Besiáns.

## Il culto
Il loro sepolcro fu visitato dal vescovo di Barbastro nel 1624 e il 19 novembre 1698 si procedette alla traslazione solenne dei loro corpi.
L'inchiesta diocesana in vista della conferma del culto dei due beati fu avviata nel 1835 dal vescovo di Barbastro e dalla provincia domenicana d'Aragona: fu portata presso la Santa Sede nel 1842.
Papa Pio IX, con decreto del 17 agosto 1854, confermò il loro culto con il titolo di beati.
Il loro elogio si legge nel martirologio romano al 26 aprile.